# Леандр Севильский
Леандр (исп. Leandro; 540 — 13 марта 600) — епископ Севильский (с 578 или 579 года). Канонизирован в лике святителей, память в Православной церкви совершается 27 февраля (по юлианскому календарю), в Католической церкви — 13 марта.

## Биография
Святой Леандр был представителем коренного населения Испании (испано-римлян) и происходил из элитной и влиятельной семьи из Картахены. Он родился в 540 году, а его родителями были Севериан и Туртура, по другой версии Феодора. У него было два брата, епископы Исидор Севильский и Фульгенций Эсихский, и сестра, святая Флорентина, одна из основательниц испанского женского монашества.
В 554 году вместе с родителями, братьями и сестрой, в связи с завоеванием византийцами восточного побережья Пиренейского полуострова, переселился в Севилью. Там в 578 или 579 году Леандр был избран епископом, после чего основал Севильскую богословскую школу, которая стала известным центром науки и ортодоксально-никейского христианства. В 582 году подвергся преследованиям со стороны короля вестготов Леовигильда и был изгнан из страны. Однако в 586 году король покаялся в несправедливости по отношению к епископу, вернул его из ссылки и попросил стать наставником своего младшего сына Реккареда. Святой Леандр положил много трудов на отречение вестготов от арианской ереси, и в итоге Реккаред, на тот момент уже король, в 587 году принял христианскую веру, призвав всех своих подданных к соблюдению правильного вероисповедания и устранению прискорбного заблуждения. Он председательствовал в 589 году на Третьем Толедском соборе. Скончался в Севилье 13 марта 600 года.
Исидор, ставший после смерти Леандра новым главой Севильской епархии, оставил в труде «О знаменитых мужах» жизнеописание своего брата.